# Minden-Ravensberg
Minden-Ravensberg era uma unidade administrativa do Reino da Prússia que incluía o Principado de Minden e o Condado de Ravensberg e que existiu entre 1719 e 1807. A sua capital era Minden.
Em 1807, pelo Tratado de Tilsit, a região tornou-se parte do Reino da Vestfália, um estado satélite da França Napoleónica.
Com o fim das guerras Napoleónicas, o Congresso de Viena (1815), devolve os territórios à Prússia que, nesse mesmo ano, os integra na região de Minden, no seio de uma nova província Prussiana, a Província de Vestfália.

## Geografia

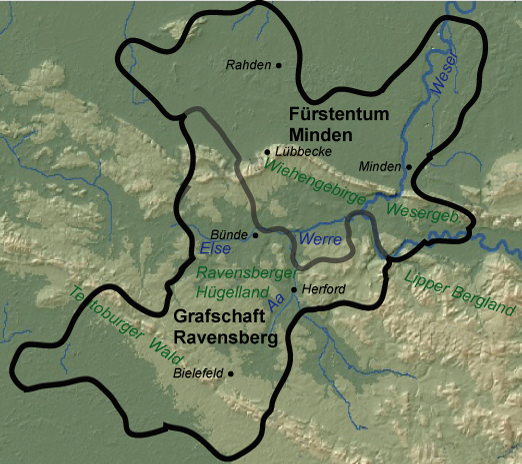
Mapa topográfico da Unidade Administrativa Minden-Ravensberg

A província de Minden-Ravensberg consistia no que é hoje a região de Ravensberg (Ravenberger Land), entre a Floresta de Teutoburgo e as Colinas de Wiehen, e a região de Minden (Mindener Land), a norte das colinas de Wiehen, na direção das terrar baixas da Alemanha setentrional. Minden-Ravensberg era delimitada a leste pelo Weser; outros rios importantes eram o Aa e o Else.
Minden era a capital regional dessa altura, enquanto outras cidades como Bielefeld e Herford eram centros de menor importância. Minden-Ravensberg tinha uma população de 160.301 habitantes em 1800 e uma área de 2.113 km² em 1806.

## Atualidade
O território de Minden-Ravensberg localiza-se atualmente no nordeste do estado da Renânia do Norte-Vestfália sendo parte da Ostwestfalen-Lippe. Grosso Modo correspondia aos distritos de Minden-Lübbecke, Herford, norte de Gütersloh, sendo Bielefeld, a maior cidade e centro económico. Dado ter pertencido ao Brandemburgo-Prússia durante séculos, Minden-Ravensberg é hoje considerado como uma região culturalmente diferenciada das áreas circunvizinhas dado ser de religião Luterana e pelo seu particular desenvolvimento económico.